# Tutoiement et vouvoiement
Cette page contient des caractères spéciaux ou non latins. S’ils s’affichent mal (▯, ?, etc.), consultez la page d’aide Unicode.
La distinction entre le tutoiement et le vouvoiement (aussi appelé voussoiement, ou en Suisse romande vousoiement) est un concept grammatical familier aux locuteurs de langues indo-européennes à l'exception de l'anglais moderne, qui ne le connaît plus, et de certaines langues nordiques, où il est largement désuet. Il s'agit d'un choix entre les deux personnes grammaticales permettant de s'adresser à un interlocuteur unique.
Le tutoiement (« tu, te, toi, ton, le tien, la tienne », etc.) est utilisé pour les proches, les pairs (notamment dans le travail et les activités politiques et syndicales), les enfants, les animaux, les personnes qui ne peuvent pas nous entendre (remarques devant un écran de télévision, en direction d'un automobiliste...), parfois les subalternes (le tutoiement non réciproque peut toutefois être très mal ressenti) ou dans le cadre d'un registre de langue familier (voire méprisant par sa familiarité).
Le vouvoiement (« vous, votre, le vôtre, la vôtre », etc.) s'adressera plutôt aux personnes auxquelles on veut marquer un certain respect ou avec lesquelles on désire maintenir une certaine distance sociale, ce qui peut comprendre les inconnus, les supérieurs, la plupart des collègues d'un grade différent (bien que certains supérieurs tutoient leurs subalternes), les personnes âgées et dans les contextes où un certain formalisme est de rigueur (réunions officielles, cérémonies, émissions télévisées, sport pour les relations entre joueurs et arbitres).

## Dénominations
En linguistique, ce type de distinction de politesse est appelé plus généralement distinction T-V, d'après les initiales des pronoms personnels mis en œuvre dans plusieurs langues romanes ou slaves : en effet, dans ces langues la personne du tutoiement débute par un t, et celle du vouvoiement par un v (tu, tu, tu, ti ~ Vossemecê- vouvoiement envers les parents et les personnes plus âgées que les personnes qui s'adressent à eux (Portugais PT) você (portugais brésilien)  vós (Portugais PT dans la conjugaison eu, tu, ele-ela, nós, vós, eles-elas)), vous, voi, vi en portugais, français, ancien italien et slovène).
| Langue      | Verbe du T                   | Verbe du V                                | Nom du T                      | Nom du V                          |
| ----------- | ---------------------------- | ----------------------------------------- | ----------------------------- | --------------------------------- |
| Afrikaans   | jy-en-jou                    | —                                         | jy-en-jouery                  | —                                 |
| Allemand    | duzen                        | siezen                                    | das Duzen                     | das Siezen                        |
| Anglais     | to tutoy / to thou (vieilli) | to you (vieilli)                          | thouing (vieilli)             | youing (vieilli)                  |
| Breton      | teal                         | c’hwial                                   | teerezh, teal                 | c'hwial                           |
| Catalan     | tuejar, tutejar              | dir vós / dir vostè (vossejar - vostejar) | el tuejament / el tutejament  | (vossejament - vostejament)       |
| Espagnol    | tutear                       | tratar de usted                           | el tuteo                      | el ustedeo                        |
| Espéranto   | cidiri (rare)                | vidiri                                    | cidiro (rare)                 | vidiro                            |
| Estonien    | sinatama                     | teietama                                  | sinatamine                    | teietamine                        |
| Français    | tutoyer                      | vouvoyer/voussoyer                        | tutoiement                    | vouvoiement/voussoiement          |
| Hongrois    | tegez                        | magáz                                     | tegezés                       | magázás                           |
| Islandais   | þúa                          | þéra                                      | þúun                          | þérun                             |
| Italien     | dare del tu a                | dare del lei a                            | —                             | —                                 |
| Néerlandais | tutoyeren / jijen / jouen    | vousvoyeren                               | het tutoyeren / de tutoyering | het vousvoyeren / de vousvoyering |
| Occitan     | tutejar                      | vosejar                                   | lo tutejament                 | lo vosejament                     |
| Portugais   | tutear; tratar por tu        | tratar por vossemecê ( você PTBR)         | o tuteio                      | —                                 |
| Roumain     | tutui                        | —                                         | tutuire                       | —                                 |
| Russe       | тыкать (tykať)               | выкать (vykať)                            | тыканье (tikanje)             | выканье (vikanje)                 |
| Slovaque    | tykať                        | vykať                                     | tykanie                       | vykanie                           |
| Slovène     | tikati                       | vikati                                    | tikanje                       | vikanje                           |
| Tchèque     | tykat                        | vykat                                     | tykání                        | vykání                            |
| Ukrainien   | тикати (týkaty)              | викати (výkaty)                           | тикання (tykannia)            | викання (výkannia)                |

## Variétés de la distinction
Dans les grandes lignes, cette distinction permet de s'adresser à quelqu'un d'une manière polie ou neutre (ce qui peut s'avérer familier dans certains contextes). Dans les faits, on constate que les types de personnes et situations appelant le choix entre tutoiement ou vouvoiement varient énormément entre les langues, les locuteurs, les situations, etc. C'est un jeu subtil et très subjectif qu'il n'est pas aisé de décrire grammaticalement, d'autant plus qu'il s'agit souvent d'automatismes peu pensés. La publicité espagnole, italienne ou néerlandaise, par exemple, tutoie très facilement son lectorat adulte, ce qui, pour le français de France, manquerait quelque peu de tenue.
Des locuteurs d'une même langue auront une approche différente du vouvoiement selon la zone géographique. Ainsi, de nombreuses situations nécessitant le vouvoiement en Europe francophone donneront lieu à du tutoiement au Québec. De même, le tutoiement entre inconnus arrive plus vite en espagnol qu'en français.
À l'inverse, le vouvoiement est généralisé en wallon, y compris par exemple avec de très jeunes enfants ou des animaux, le tutoiement étant considéré comme grossier. En anglais moderne, le tutoiement est un archaïsme sorti des usages courants sans pour autant que le vouvoiement de fait soit une marque de respect puisque tout le monde le pratique forcément.

## Expression grammaticale de la distinction
Les moyens utilisés pour exprimer grammaticalement la distinction entre tutoiement et vouvoiement sont très variés. Dans les langues indo-européennes concernées, c'est surtout le choix des pronoms et déterminants personnels qui marque l'opposition. Quant aux verbes, ils suivent le modèle de conjugaison d'une autre personne. De plus, on considère que la personne non marquée (celle des paradigmes) est celle du tutoiement. C'est le plus souvent une personne héritée étymologiquement, tandis que le vouvoiement est une innovation.
Chez toutes les familles de langues, on retrouve très souvent comme indication du vouvoiement l'utilisation du pluriel à la place du singulier (avec, ou non, le pronom de 2e personne), ce qui ne permet pas d'opposer un locuteur vouvoyé à plusieurs locuteurs vouvoyés. Souvent, la 2e personne de politesse est aussi confondue avec le pluriel de la 2e personne neutre (mais non en espagnol et en portugais).
Entre autres, l'italien utilise comme personne de vouvoiement de politesse la 3e personne du singulier au féminin, Lei (it), littéralement "elle", sous-entendue "Votre Seigneurie", tout comme l'espagnol Usted, anciennement écrit Vsted, et abrégé Vd, contraction de Vuestra Merced, "Votre Grâce", caractérisée par une majuscule. L'allemand utilise la troisième personne du pluriel, Sie, la personne en question disposant de plusieurs seigneuries.

## Dans leslangues d'Europe

### En latin
Alors que le tutoiement est employé de manière uniforme en latin classique, certaines correspondances font ensuite apparaître le vouvoiement. Dans ses premières recherches sur le sujet présentées en 1986, l'historien Philippe Wolff distingue deux étapes à titre d'hypothèses :
- entre les IIe et IVe siècles : « c'est l'apparition du vouvoiement dans certaines formules de politesse » ;
- l'époque carolingienne : celle-ci voit ces formules de politesse se lier à « un sentiment profond de révérence, qui amène à étendre l'usage du vouvoiement à l'ensemble du discours »[2].

Jules Zeller émet l'hypothèse que l'apparition du vouvoiement correspond au règne de Dioclétien (285-304 apr. J.-C.) qui a scindé le pouvoir impérial en deux puis en quatre. Chacun des représentants de ce pouvoir incarnant l'empereur, on s'adressa à chacun d'eux au pluriel parce qu'il représentait aussi les trois autres. « De là bientôt, par suite de l'imitation ou du respect et de la flatterie pour les grands, l'habitude du passé », ce « vous » destiné à un seul est passé dans l'usage courant.

### En allemand
En allemand, le vouvoiement consiste à utiliser, à la place de du (deuxième personne du singulier : « Hörst du mich? ») ou d'ihr (deuxième personne du pluriel : « Hört ihr mich? »), le pronom « Sie » (« Hören Sie mich? » ; noter la majuscule), qui est la troisième personne du pluriel, à laquelle s'accorde le verbe. Sie ne demande pas d'accord au singulier.
À l'origine, le « pluralis majestatis » correspondait à la deuxième personne du pluriel (« Hört Ihr mich? »). Dans quelques régions, c'est la forme générale. Particulièrement dans les régions rhénanes, la troisième personne était utilisée par l'administration pour s'adresser aux officiers — qui voulut utiliser la troisième personne du singulier à d'autres (« Hat Er mich gehört? »). Effectivement, on retrouve toutes les formes aux deuxième et troisième personnes du pluriel et du singulier mais la distinction T-V générale est formée sur du (deuxième personne du singulier) et Sie (troisième personne du pluriel).

### En anglais
L'anglais moderne n'utilise qu'un seul pronom de deuxième personne, you, qui sert au singulier comme au pluriel. À la rigueur, c'est l'usage des prénoms qui joue aujourd'hui le rôle de cette distinction.
En moyen anglais (anglais parlé à la suite du débarquement de Guillaume le Conquérant au XIe siècle jusqu'au XVe siècle), il existait toutefois plusieurs formes différentes :
| Nombre    | Cas sujet | Cas régime | Génitif      |
| --------- | --------- | ---------- | ------------ |
| Singulier | thou      | thee       | thy / thine  |
| Pluriel   | ye        | you        | your / yours |

Le verbe recevait avec thou une désinence en -(e)st (sauf avec le verbe to be, (être) dont la deuxième personne du singulier était thou art) : thou lovest (tu aimes), thou loved(e)st (tu aimas). Thou et ye s'employaient sans opposition de registre de politesse. C'est par influence du français apporté par Guillaume le Conquérant après 1066, que la cour anglaise s'est graduellement mise à employer le pluriel pour s'adresser à un dignitaire, un roi, ou un seigneur. Ainsi, thou pouvait être senti familier, ye plus poli. L'usage n'a cependant jamais été autant fixé qu'en français, et de très nombreuses attestations semblant incohérentes dans le choix des pronoms, quant au degré de politesse attendu. Par exemple, chez William Shakespeare, thou est parfois utilisé de manière relativement osée.
Au milieu du XVIIe siècle, la flexion des pronoms s'étant simplifiée, c'est la série you / your / yours qui a remplacé chacune des autres formes, faisant ainsi disparaître la série thou / thee / thy / thine / ye (sauf dans quelques variantes dialectales, par exemple dans le Yorkshire et les Cornouailles, ainsi que dans des communautés, comme chez les quakers jusqu'à récemment). Cependant que la distinction entre le singulier et le pluriel de la deuxième personne devenait impossible dans la langue d'alors, les philologues traduisant des textes antiques, dont la Bible, l'ont fait perdurer dans la langue liturgique. La Bible du roi Jacques (première édition : 1611) en est la preuve. Depuis cette époque, thou est senti comme plus solennel, plus respectueux que you, mais reste d'emploi littéraire et très limité : on l'utilise dans des textes religieux pour s'adresser à Dieu, dans des comptines, dans des poèmes.
L'hymne national du Canada, dans sa version anglaise, semble encore faire la distinction entre première et deuxième personne (utilisation abondante de "thee", et utilisation de "thy").
On peut aussi trouver, aux États-Unis, une utilisation semblable par des chanteurs de blues (maintenant décédés). Par exemple, Mississippi John Hurt chantait "Nearer my god to thee".

### En breton
En Bretagne, la distinction T-V dépend beaucoup des zones géographiques et du sexe de la personne à laquelle on s'adresse.
De fait, le tutoiement est complètement ignoré dans le sud-ouest du territoire brittophone, approximativement la zone comprise entre Quimper, Brasparts, Corlay, Pontivy et Lorient, soit le bas-vannetais et la Cornouaille, mis à part la région côtière du Pays Bigouden, où le tutoiement est utilisé. Quand on remonte vers le nord, surtout dans le Léon, le tutoiement est courant.
Dans les régions où le tutoiement est utilisé, il est traditionnellement réservé aux hommes (les hommes entre eux, et les femmes s'adressant aux hommes), et que le vouvoiement est de mise pour les femmes (les femmes entre elles et les hommes s'adressant aux femmes). Les jeunes générations ont cependant plus tendance à ignorer ces traditions et à faire comme en français, c'est-à-dire tutoyer les personnes proches, sans distinction de sexe.

### En catalan
En catalan, il existe deux possibilités pour vouvoyer. La première consiste à utiliser le pronom vós avec, comme en français, un verbe à la 2e personne du pluriel et des adjectifs pouvant être accordés au singulier. Il existe un autre pronom, vostè, évolution phonétique de vostra mercè (votre grâce), calqué sur le castillan (espagnol) vuestra merced, usted. Il s'utilise, comme en castillan, avec un verbe à la 3e personne du singulier.
Le vouvoiement à plusieurs personnes utilise le pronom vosaltres (si on les tutoie ou si on les voussoie) et vostès, conjugué à la 3e personne du pluriel.
Vostè en étant venu à détrôner vós (sauf en Catalogne du Nord), ce dernier se retrouve maintenant cantonné à des emplois limités : il s'utilise pour s'adresser respectueusement à Dieu, aux personnes âgées, aux proches à qui l'on témoigne un certain respect et est employé dans le langage administratif et informatif ou aussi informatique; vostè sert à s'adresser aux étrangers ou aux personnes peu connues avec plus de distance.
Le tutoiement avec tu s'utilise largement pour s'adresser aux proches (famille), amis, collègues, connaissances.

### En espagnol
L'espagnol, selon une description normative concernant moins de la moitié des locuteurs natifs, possède un pronom sujet distinct des autres pour marquer le vouvoiement, avec deux formes: une au singulier et l'autre au pluriel : Usted/Ustedes (abrégés en Vd. / Vds. ou Ud. / Uds.). Il s'agit de pronoms de la troisième personne. C'est pourquoi, logiquement, tout ce qui concerne la personne en question est aussi à la même troisième personne, du singulier ou du pluriel (le verbe, les autres pronoms,...) ainsi que le font toutes les langues connaissant une semblable "forme de politesse".
Origine
On a longtemps dit et l'on dit toujours (pour des raisons politico-culturelles dépassant l'Espagne) que Usted est le résultat exclusif, par "usure phonétique", de Vuestra Merced, (historiquement, le pronom a beaucoup varié : vuesa merced, vuesasted, vuesarced, vuesasté, vuested, vuacé, uced, ucé et d'autres formes de politesse existèrent dont une ressemblant un peu à la française actuelle).
Usage
L'omission usuelle des pronoms sujets en espagnol s'applique à ceux dits "de politesse" sauf cas particuliers dont la perception d'une ambiguïté (et celle-ci vient s'ajouter à l'ambiguïté de genre de la troisième personne). L'usage explicite ou implicite avec des sens différents dépend des pays voire des régions et même des situations et locuteur... On apprécie mieux quoique globalement la variation de l'usage des pronoms en sachant que ceux péninsulaires de la deuxième personne du pluriel (vosotros, vosotras, ainsi que la cohorte de pronoms, adjectifs et formes verbales afférentes) ne sont pas employés en Amérique latine et que Ustedes (indéterminé quant au genre et possédant dès lors la valeur d'une deuxième personne) l'a remplacé. Ce phénomène, reconnu par l'Académie espagnole, existe partiellement en Espagne aussi, en Andalousie, vers le sud.
Si, au singulier, ce phénomène est moins systématique, dans des régions dépassant en tout la taille et le nombre de locuteurs de l'Espagne), la substitution totale ou partielle du tú (pronom sujet de la deuxième personne du singulier) par vos (pronom désuet en Espagne mais possédant une conjugaison spécifique limitée aux présents et au subjonctif, plus réduit et populaire, n'étant pas reconnu par l'Académie espagnole) ou, par Usted est bien attestée et affecte, un peu moins qu'au pluriel, l'usage des pronoms complémentaires. Si l'usage du vos est reconnu par l'Académie espagnole, celui du Usted en tant que substitut du tú ne l'est pas.
Les effets sur les pronoms compléments et sur les pronoms et adjectifs possessifs sont d'une appréhension autrement ardue à cause du manque systématisme de la correspondance de certaines variations (surtout quant aux pronoms pour le complément d'objet indirect) :
Au singulier:
- [Tú] Cantas / [Vos] Cantás : « Tu chantes » (présent de l'indicatif, deuxième personne du singulier, le pronom sujet étant majoritairement omis)
- ¡Canta [tú]! / ¡Cantá [vos]! : « Chante, [toi]! » (impératif, deuxième personne du singulier, le pronom sujet étant presque systématiquement omis0
- Usted canta : « Vous [seul / seule] chantez» s'il s'agit d'une forme de politesse, sinon « tu chantes », sinon (la "départition" exige la connaissance de l'usage et du contexte)
- ¿Canta? : « Chante-t-il ? / Chante-t-elle ? / Chantez-vous [vous seul, vous seule] ? » (présent de l'indicatif, troisième personne du singulier sans pronom sujet)

Au pluriel:
- [Vosotros / Vosotras] Cantáis / [Ustedes] Cantan : « Vous [plusieurs personnes qu'on tutoie individuellement] chantez » (présent de l'indicatif, deuxième personne du pluriel, le pronom sujet étant majoritairement omis, la première forme n'étant plus utilisée que dans un certain nombre de régions péninsulaires)
- ¡Cantad [vosotros / vosotras]! / ¡Canten [ustedes]! : « Chantez, [vous, plusieurs personnes qu'on tutoie individuellement] ! » (impératif, deuxième personne du pluriel, le pronom sujet étant presque systématiquement omis. Même remarque que précédemment sur la première forme.)
- Ustedes cantan : « Vous [tous] chantez», qu'il s'agisse ou non d'une forme de politesse (la "départition" exige la connaissance de l'usage et du contexte)
- ¿Cantan? : « Chantent-ils ? / Chantent-elles ? / Chantez-vous [plusieurs personnes qu'on vouvoie individuellement] ? » (Présent de l'indicatif, deuxième ou troisième personne du pluriel sans pronom sujet)

Comme on peut voir, la même terminaison du verbe correspondant à plusieurs personnes ou modes, le vouvoiement de politesse espagnol est d'un usage délicat ; sans doute, l'apanage ou le travers des langues géographiquement diffuses...
Approche simplifiée
Le système d'opposition entre tutoiement et vouvoiement est formellement simplifié à l'intention des étudiants débutants francophones :
- singulier
  - neutre → (tú) cantas : « tu chantes »,
  - poli → (usted) canta : « vous [seul] chantez », « Madame (ou) Monsieur, chante »
- pluriel
  - neutre → (vosotros / vosotras) cantáis : « vous chantez »,
  - poli → (ustedes) cantan : « vous (tous) chantez ».

On se contente alors d'ajouter que le pronom personnel sujet ne servant que pour l'insistance, on rencontrera plus souvent des verbes seuls dont la personne peut être ambiguë : canta, par exemple, peut signifier tout aussi bien « il / elle chante » que « vous [seul] chantez ».

### En français
En français le vouvoiement ou voussoiement consiste à utiliser à la place de tu (personne neutre du singulier : « entends-tu ? »), « vous » (d'où vouvoiement : « entendez-vous ? »), qui n'est autre que le pluriel de tu. Le verbe se conjugue au pluriel de la 2e personne.
Le vouvoiement ne permet donc de préciser le degré de politesse qu'au singulier : au pluriel, le même pronom est utilisé (ce qui n'est pas forcément le cas dans d'autres langues, comme le portugais). « Vous » peut s'adresser à :
- une personne que l'on vouvoie ;
- plusieurs personnes que l'on tutoie ;
- plusieurs personnes que l'on vouvoie.

Le vouvoiement crée parfois une ambiguïté sur le nombre de personnes ; ainsi dans la chanson Fontenay-aux-Roses de Maxime Le Forestier, l'usage du « vous » et de mots dont la marque du pluriel est muette empêche (volontairement) de savoir si le chanteur s'adresse à une jeune fille ou à plusieurs, seule une liaison à « parfumées et fleuries » le trahissant.
Les mots dépendant d'un pronom de vouvoiement (adjectifs, participes) peuvent subir une syllepse : on accorde le plus souvent avec le sens. Par exemple :
- vous m'êtes amical → un interlocuteur masculin ;
- vous m'êtes amicale → une interlocutrice ;
- vous m'êtes amicaux → plusieurs interlocuteurs (dont au moins un masculin) ;
- vous m'êtes amicales → plusieurs interlocutrices.

Il existe aussi une forme de vouvoiement plus formelle, très similaire au système utilisé en espagnol et en portugais et dérivant d'une pratique similaire, employée pour les personnes de statut social privilégié : les ecclésiastiques de haut rang, les chefs de familles nobles et leurs conjoints, les ambassadeurs, etc.
On utilise en ce cas le pronom votre/vos suivi d'une formule (grâce, seigneurie, excellence...), ou une adresse (Monsieur, Madame, Mademoiselle) et un verbe à la troisième personne du singulier : Madame souhaite-t-elle que je lui prépare un thé ?
Autres langues fonctionnant selon ce principe (dans l'ordre : 2e sg neutre ~ 2e sg formel = 2e pl. neutre = 2e pl. formel) :
- albanais → ti ~ ju ;
- grec moderne → εσύ (esí) ~ εσείς (esís) ;
- russe → ты (ty) ~ вы (vy) ;
- turc → sen ~ siz, etc.

(Consulter le tableau récapitulatif pour une plus ample liste).
Certaines pratiques sociales instituent le tutoiement dans la communication, comme les radioamateurs, les enseignants, les militants politiques et syndicaux, les échanges sur forums Internet (pour un courrier électronique en revanche, cela dépend surtout de la manière dont on aborde la personne). La motivation informelle commandant le tutoiement dans ces contextes est que tous les membres de la communauté concernée sont des pairs, et dans ces cas l'usage du vouvoiement établirait une distance ou une hiérarchie.
Pendant la Révolution française, le Comité de salut public décide à partir du 10 Brumaire an II (31 octobre 1793) de généraliser le tutoiement ; son exemple est suivi dans l'administration, les écoles et les armées. Un décret sur le tutoiement obligatoire est demandé par Bazire le 11 novembre 1793, mais Thuriot s'y oppose et il est suivi par la Convention.
Au XXe siècle, l'écrivain Jean Raspail défend le vouvoiement (« S'il existe en français, pour s’adresser à autrui, deux pronoms personnels de la deuxième personne, l’un au singulier, TU, l’autre où pluriel, VOUS, appelé pluriel de politesse, c’est que notre langue se plaît à certaines nuances qui sont les bases de la civilité. Il ne s’agit pas là de code, de formalisme de classe, de snobisme, de règles mondaines, mais simplement d’usages naturels, qui se perdent et qui faisaient, entre autres, le charme et l’équilibre de la France et le plaisir d’être Français. »)
Quant au pédiatre Robert Debré, il vouvoie les enfants, quel que soit leur âge et, dans ses mémoires, il le justifie ainsi : « S'installait en nous cette pensée que chaque enfant est un être unique, à aucun autre semblable et irremplaçable. Tous les pédiatres aiment les enfants certes, mais aussi admirent l'enfant et le respectent. Comme ils sont loin de ce mépris que l'adulte, souvent peu capable de progrès, professe parfois pour l'enfance et la jeunesse susceptibles chaque jour d'acquisitions nouvelles, mues par une extraordinaire curiosité à la vérité insatiable ! Ce respect pour l'enfant, nous le montrions par notre attitude envers lui au cours de l'examen. Je prenais l'habitude, pour donner – par exemple symbolique – cette leçon à mes élèves, de vouvoyer les enfants. Les petits gamins de Paris, toujours tutoyés étaient désorientés. »
La distinction entre tutoiement et vouvoiement varie également en fonction de la zone francophone : un Québécois, par exemple, utilise plus facilement le tutoiement qu'un Français, alors qu'à l'inverse (voir ci-après) un Wallon l'utilise moins facilement ou fera varier cet usage selon des conditionnements contextuels très différents.
Le tutoiement se généralise au sein des entreprises, entre les différents niveaux de hiérarchie, à partir des années 2000, avec la diffusion du type de fonctionnement des start-up,.

#### En français de Belgique
En français de Belgique, l'usage est généralement le même qu'en français standard. Cependant, il existe des interférences linguistiques, d'une part avec le néerlandais (et plus généralement avec les dialectes germaniques de la région), d'autre part avec le wallon, pouvant influencer le français parlé par les personnes dont le néerlandais ou le wallon est la langue maternelle ou en tous cas régulièrement pratiquée :
- les Flamands dont le néerlandais est la langue maternelle auront généralement tendance, lorsqu'ils s'expriment en français, à utiliser le tu en d'autres contextes (formels et informels) que cela ne se pratique par des personnes dont le français est la langue maternelle, de la même façon ou plus facilement même qu'ils ne l'utilisent pour jij / je en néerlandais. S'ensuit ainsi un tutoiement plus généralisé et plus rapide que pour la plupart des francophones. Un tu utilisé en contexte formel — qui pourrait paraître incorrect ou délibérément impoli pour des francophones natifs — sera « excusé » lorsque prononcé par un locuteur néerlandophone (généralement identifiable par l'accent voire des « néerlandismes »).
- en wallon[13], qui n'est plus utilisé qu'en contexte familier et informel, l'utilisation du vos (=vous) est l'usage, tant en contexte formel qu'informel, y compris pour s'adresser aux animaux domestiques. Ti (=tu), au contraire, est vulgaire, et sera généralement mal et agressivement perçu par la personne à qui il est adressé. Ainsi, le verbe atouwer signifiant "tutoyer" peut également signifier "insulter". Il est régulièrement utilisé dans un contexte de colère. Cette influence du wallon sur tu et vous reste quelque peu, malgré la disparition du wallon en tant que langue de conversation. Ces usages ont tendance à disparaître du fait de l'influence des médias employant des versions uniques pour les différents publics francophones.

#### En français de Suisse
En Suisse romande, le moment à partir duquel deux personnes conviennent de se tutoyer se nomme « faire schmolitz ». Toutefois, cette expression - ainsi que le rituel qui l'accompagne - ne sont plus guère utilisés aujourd'hui.

### En hongrois
Il existe en hongrois une distinction d'une part entre deux niveaux de politesse en plus du tutoiement, d'autre part de formes permettant toujours de différencier le nombre des personnes auxquelles on s'adresse.
| Forme             | Tutoiement | « Vouvoiement 1 » | « Vouvoiement 2 » |
| ----------------- | ---------- | ----------------- | ----------------- |
| Personne du verbe | 2e pers.   | 3e pers.          | 3e pers.          |
| Singulier         | te         | maga              | ön                |
| Pluriel           | ti         | maguk             | önök              |

On a donc six formes là où le français en a deux (tu, vous), l'allemand trois (du, ihr, Sie), l'espagnol standard quatre (tú, vosotros, usted, ustedes), l'anglais moderne une (you), et l'espéranto une (vi).
Remarques
- Le tutoiement (te / ti) est globalement d'emploi plus répandu qu'en français ;
- Le « vouvoiement 1 » utilisant maga/maguk est typiquement employé par respect de la distance existant entre des personnes qui ne se connaissent pas, mais dont on peut penser qu'elles pourraient se tutoyer, si elles se connaissaient ; l'usage du « vouvoiement 2 » n'est alors pas envisagé. Maga/maguk peut aussi, dans certains contextes, être employé avec une intention de mise à distance d'autrui qui relève d'une certaine rudesse ;
- Le « vouvoiement 2 » utilisant ön/önök, ressenti comme plus poli, est employé par égard à la position sociale de l'interlocuteur : âge, statut social, position hiérarchique ; mais cela ne signifie pas que la personne ainsi honorée doive tutoyer en retour. Le vouvoiement ön/önök est utilisé dans un milieu professionnel hiérarchisé, par exemple, entre enseignants d'université. En revanche, les enseignants et leurs étudiants peuvent se tutoyer.
- Traditionnellement, selon l'étiquette c'est la personne plus âgée ou d'un statut social plus élevé qui peut offrir la possibilité de se tutoyer à celle qui est plus jeune ou d'un statut moins élevé que lui.

Grammaticalement, te et ti sont des pronoms personnels, tandis que maga, maguk, ön et önök sont traités comme des substantifs (noms). Maga/maguk est une forme également utilisée comme pronom réfléchi de troisième personne. Comme dans d'autres langues européennes (portugais, italien...), le vouvoiement est fréquemment exprimé par la reprise du titre porté par la personne, le verbe étant conjugué à la troisième personne : « Doktor úr szeretne még egy kávét? » = « Monsieur le Docteur aimerait-il encore un café ? »
Dans une langue qui peut être considérée comme provinciale ou désuète, le verbe plaire (tetszik, « il (vous) plaît) est utilisé comme auxiliaire de vouvoiement : « Honnan tetszik jönni? » = « D'où vous plaît-il de venir ? (D'où venez-vous ?) ». Cet usage est à l'origine de la forme figée tessék, universellement employé comme auxiliaire de vouvoiement de l'impératif : « Tessék leülni » = « Qu'il vous plaise de vous asseoir (Veuillez vous asseoir) ». On peut rapprocher ces usages du verbe plaire de la formule française de demande polie « S'il te plaît »/« S'il vous plaît ».
La langue plus ancienne faisait également usage de pronoms tels que kend, issu de kegyelmed = « ta grâce ».

### En irlandais
En irlandais, la distinction T-V dépend uniquement du nombre. « tú » (tu, prononcer tou) s'emploiera au singulier et « sibh » (vous, prononcer chive) s'emploiera au pluriel, sans notions de registres de politesse.

### En italien
En italien, il existe, en plus du tutoiement, une forme de politesse utilisant le pronom Lei, signifiant « elle » (en forme nominative) accompagné du verbe à la 3e personne du singulier, la plupart du temps écrit avec un L majuscule en signe de respect, particulièrement dans la correspondance administrative ou commerciale. Il est également possible d'utiliser Ella pour signifier un niveau encore plus élevé de politesse, mais cette forme est très rarement utilisée et est perçue comme archaïque ou snob depuis qu'en italien les pronoms egli (« il »), essi (« ils ») et particulièrement ella (« elle ») ont cessé d'être utilisés dans la langue courante, étant remplacés par lui (« lui »), loro (« eux ») et lei (« elle » accusatif). Pour plus d'information sur l'utilisation du féminin singulier de la troisième personne comme pronom de politesse, voir la section Origine du Lei de politesse, ci-dessous.
En principe, Lei s'accorde au féminin ; toutefois, de nos jours, on le voit fréquemment accordé par syllepse avec le genre de la personne à qui l'on s'adresse, même si dans un contexte formel l'accord au féminin sera souvent maintenu. Le pronom lui-même peut ne pas être présent dans la phrase puisque l'italien ne requiert pas l'utilisation des pronoms. En cas d'absence, la forme de politesse est exprimée par le verbe conjugué à la troisième personne.
- « Êtes-vous déjà allé à Rome ? »
  - « [Lei] è mai stata a Roma? » (-a : féminin, ou masculin formel)
  - « [Lei] è mai stato a Roma? » (-o : masculin moins formel)

La forme de politesse au pluriel utilisant Loro (« eux ») accompagnée par le verbe à la troisième personne du pluriel n'est utilisée que très rarement aujourd'hui. Voi est normalement utilisé autant dans un contexte formel qu'informel lorsqu'on s'adresse à plus d'une personne. Loro est utilisé principalement dans les restaurants, où les serveurs continuent de s'adresser aux clients à la troisième personne du pluriel.
- « Que désirez-vous manger ? »
  - « Che cosa desiderate mangiare? » (Voi est sous-entendu)
  - « Che cosa desiderano mangiare? » (Loro est sous-entendu)

Lei s'utilise habituellement comme le « vous » en français : dans les situations formelles, ou avec des étrangers. L'usage est réciproque entre adultes, mais n'est pas nécessairement réciproque lorsque des jeunes personnes s'adressent à des étrangers plus âgés ou plus respectés.
Les enseignants tutoient leurs étudiants jusqu'à la fin du lycée. À l'université, le Lei est utilisé. Les écoliers peuvent tutoyer leurs instituteurs à l'école primaire, mais utilisent le Lei au lycée. Actuellement, les adultes de moins de trente ans tendent à tutoyer les étrangers du même âge. Le tutoiement est également la norme lorsqu'on s'adresse à des étrangers sur Internet. Plusieurs formes différentes peuvent être utilisées lors de la rédaction de guides d'utilisation : tu, Lei et voi sont tous acceptables. Les instructions peuvent aussi être rédigées de façon impersonnelle en utilisant des verbes à l'infinitif, ce qui permet d'éviter de choisir un pronom. Dans la publicité, les compagnies tutoient habituellement leur clientèle, car le Lei est trop distant. Le tu suggère une relation plus rapprochée entre le client et l'entreprise.
Voi est parfois utilisé au lieu de lei, surtout dans le sud de l'Italie, mais cette forme est souvent perçue comme vieillotte. Elle a pu autrefois être employée également comme un degré de politesse intermédiaire entre Lei et tu. Ainsi, dans les années 1930, il n'était pas rare que l'on se vouvoie entre enfants et parents au sein des familles italiennes : le pronom employé par les enfants s'adressant à leurs parents était Lei ou Loro, tandis que celui employé par les parents s'adressant à leurs enfants était voi. "Voi" s'emploie dans le Sud lorsque l'on s'adresse aux domestiques ou aux artisans.

#### Origine duLeide politesse
Au début de son histoire, durant le Moyen Âge, la langue italienne utilisait la distinction T(u)-V(oi) comme les autres langues romanes. Dans la Divine Comédie (débutée en 1307), Dante tutoie les gens qu'il rencontre, mais il utilise voi lorsqu'il veut exprimer le respect, comme lorsqu'il rencontre son ancien professeur (« Siete voi qui, ser Brunetto? »).
L'utilisation de Lei comme pronom poli apparaît durant la Renaissance et se confirme sous l'influence de l'espagnol. Son origine se situe dans les expressions telles que « Votre Seigneurie, Éminence, Majesté, Sainteté, etc. » qui sont toutes de genre féminin (Vostra Signoria/Eminenza/Maestà/Santità/…) et auxquelles on applique la troisième personne du singulier. Durant quelques siècles (probablement entre les XVIe et XXe siècles), un système de trois pronoms est utilisé, tu/voi/lei étant employés avec un degré croissant de politesse. Cet usage est visible dans le roman Les Fiancés d'Alessandro Manzoni, écrit en 1840-42 et se déroulant en 1628-30 : Les personnages parlent en utilisant les trois pronoms, souvent de façon non réciproque, les combinaisons étant basées sur l'âge et le statut social.
Sur une idée lancée par l'écrivain toscan Bruno Cicognani (après des critiques formulées dès le XVIe siècle), les dirigeants fascistes de l'Italie interdisent en 1938 l'utilisation du Lei de politesse, entraînant ainsi des perturbations dans la structure de la langue italienne et la communication administrative. Cette réforme est motivée par des raisons nationalistes car on attribue au Lei des origines étrangères. Cet interdit ne sera en vigueur que durant quelques années, jusqu'à la fin de la Seconde Guerre mondiale et n'aura donc laissé que peu de traces. Cependant, dans certaines régions d'Italie, en particulier dans le sud, voi a toujours été la forme préférée de politesse et continue de l'être localement, alors que lei représente la forme V standard au niveau national [réf. nécessaire].

### En néerlandais
Il existe deux formes de vouvoiement en néerlandais, la plus courante utilisant le pronom U, de la deuxième personne du singulier, à la place du pronom jij ou je, ou bien une forme plus ancienne beaucoup plus rare utilisant l'ancien pronom du, de la deuxième personne du singulier, là encore à la place de jij ou je. La forme du verbe reste donc identique.
L'utilisation du vouvoiement aux Pays-Bas est nettement plus rare qu'en français, surtout avec le pronom Gij, utilisé seulement lorsque l'on s'adresse à un souverain ou à Dieu lors d'une prière.
Alors qu'elle est presque inusitée à l'oral, la forme minuscule ne se retrouve que dans certains écrits formels. Considérant que l'on n'adresse Gij qu'au roi et à Dieu, il n'est réservé qu'aux cas où le protocole ou la politesse l'exigent.
En Flandre, le vouvoiement avec u est beaucoup plus fréquent qu'aux Pays-Bas, même avec des proches. Par contre, la forme traditionnelle gij / ge (pour « tu », s'utilise avec uw pour le génitif, u pour le cas régime et affecte la forme verbale) est familière et sert à s'adresser à des connaissances dans la langue parlée, parfois à des étrangers ou même encore à l'écrit lorsque l'occasion n'est pas formelle. L'usage de son synonyme hollandais jij est plus rare et résulte d'une volonté (contestée) de standardiser le néerlandais en empruntant cette forme aux Pays-Bas et en qualifiant gij d'archaïsme dialectal.
Notons que le pronom U s'exprime sous deux formes, l'une minuscule (u) et l'autre majuscule (U) qui revêt encore plus de solennité.
| Forme                                  | Sujet    | Objet    | Possessif |
| -------------------------------------- | -------- | -------- | --------- |
| Tutoiement (forme générale)            | jij / je | jou / je | jouw / je |
| Tutoiement (forme belge/archaïque)     | gij / ge | u        | uw        |
| Vouvoiement (forme générale minuscule) | u        | u        | uw        |
| Vouvoiement (forme générale majuscule) | U        | U        | Uw        |
| Vouvoiement (forme belge/archaïque)    | Gij      | Ge       | Uw        |

### En norvégien
En norvégien, comme en allemand, on se vouvoie en utilisant les pronoms personnels de la troisième personne au pluriel (De, Dem). Quand ils sont utilisés pour vouvoyer, ces pronoms s'écrivent toujours avec une majuscule (pour indiquer la troisième personne du pluriel, ils s'écrivent avec une minuscule). Cette forme de titulation ne s'utilise presque plus : les Norvégiens se tutoient, même quand ils parlent avec des personnes qu'ils n'ont jamais vues. Parfois le vouvoiement peut s'utiliser dans les lettres formelles, mais cet usage est aussi en train de disparaître.
En s'adressant à la famille royale, on ne vouvoie pas, mais on utilise soit le titre « Deres majestet » (Votre Majesté), soit le titre seul, comme « kongen » (le roi) ou « dronningen/dronninga » (la reine). On ne vouvoie pas Dieu, mais on le tutoie.
Il n'y a aucun verbe qui signifie « tutoyer/vouvoyer » ; on utilise les expressions « være dus/være Des » que l'on peut traduire « être tutoyeurs/être vouvoyeurs ».
Le danois utilise exactement les mêmes règles, à quelques différences orthographiques mineures près. Pour le suédois, voir  l'article dédié.

### En polonais
Le polonais possède une forme de vouvoiement simple et originale, puisqu'il utilise le mot « Monsieur/Madame ».
On trouvera ainsi les formes pan (Monsieur), pani (Mademoiselle, Madame), panowie (Messieurs), panie (Mesdemoiselles, Mesdames), państwo (Mesdames et Messieurs). Le verbe se met logiquement à la troisième personne du singulier ou du pluriel.
À l'inverse, un vouvoiement par l'usage de wy (vous) sera souvent mal perçu, car considéré comme une imitation du vouvoiement russe et rappelant la période soviétique.

### En portugais
Le portugais possède un pronom distinct des autres pour marquer le vouvoiement, tant au singulier qu'au pluriel : você/vocês. Le verbe et les autres déterminants concernés se mettent à la troisième personne, au nombre voulu : en effet, você est le résultat par usure phonétique de vossa mercê, « votre grâce », à travers sa forme contractée, moins archaïque et plus familiale vossemecê ; (on pourrait traduire você está cansada par « Votre Grâce est fatiguée »). Le système est donc complet et, du moins quand les pronoms sont utilisés, sans ambiguïté :
- singulier
  - neutre → (tu) cantas : « tu chantes »,
  - poli → (você) canta : « vous (seul) chantez »,
- pluriel
  - neutre → (vós) cantais : « vous chantez »,
  - poli → (vocês) cantam : « vous (tous) chantez ».

Le pronom personnel sujet ne servant que pour l'insistance, on rencontrera plus souvent des verbes seuls, dont la personne peut être ambiguë : canta, par exemple, peut signifier tout aussi bien « il/elle chante » que « vous (seul) chantez ». On ne peut cependant jamais confondre tutoiement et vouvoiement, dont les terminaisons sont toutes différentes.
Remarques
- Le pronom tu est utilisé au Portugal et dans les pays lusophones d'Afrique pour s'adresser aux proches, comme en français. Il n'est presque pas utilisé au Brésil, sauf dans quelques régions.
- Le vouvoiement você est utilisé dans tous les pays lusophones, mais au Brésil, où le tutoiement est presque complètement ignoré, c'est quasiment la seule forme de s'adresser à tout le monde, même entre proches. Cependant, au Portugal il n'est pas très poli de s'adresser à quelqu'un en disant você et le pronom reste habituellement sous-entendu ou il est remplacé par le nom, le titre, la profession de l'interlocuteur, et dans un contexte plus formel, il est remplacé par o Senhor / a Senhora (Monsieur / Madame), Senhor Embaixador (Monsieur l'Ambassadeur), Vossa Excelência (Excelence), etc.
- Le vouvoiement vós (« vous » singulier) n'est plus en usage dans aucune des variantes du portugais et il ne s'est conservé que dans des contextes littéraires ; il s'utilise seulement pour s'adresser respectueusement à Dieu ou comme traitement de Majesté.

- Au pluriel, vocês est employé dans tous les pays lusophones, mais, sauf au Brésil le pronom est le plus souvent sous-entendu, comme dans le singulier, ou remplacé par os Senhores / as Senhoras (Messieurs / Mesdames), etc.
- Le pronom vós (« vous » pluriel) est encore utilisé dans le nord du Portugal, mais c'est un archaïsme dans les autres variantes du portugais. Il ne s'est conservé que dans des contextes littéraires et dans le langage parlé n'est utilisé que dans certains contextes, comme le prêtre s'adressant aux fidèles.

### En russe
Le russe utilise essentiellement le même mécanisme que le français, faisant alterner ты (tu) et вы (vous, parfois avec majuscule). Néanmoins, le système est plus dynamique, et un dialogue commencé sur un tutoiement peut emprunter le vouvoiement quand un interlocuteur veut marquer son désaccord.
De plus, le russe autrefois disposait d'une particule de déférence, -с -s. Contraction jusqu'à l'excès de сударь soudar´ (monsieur), utilisée à l'origine par une certaine classe sociale, surtout les fonctionnaires, elle indique souvent une déférence abusive et est maintenant perçue comme persiflante ou comique.
Un exemple de Pouchkine peut aider à faire comprendre le sens originel.
« Attendez-s !
— Comment osez-vous me dire : attendez ?
— J'ai dit : attendez-s, Votre Excellence. »
Pour un autre exemple de son utilisation, voir le personnage de Lebedev dans L'Idiot de Fiodor Dostoïevski, qui en use et abuse, à chaque contestation polie d'une personne de rang supérieur :
« Comment se peut-il que vous ne l'ayez pas remarqué à l'endroit principal ?
— C'est justement-s´, j'y ai regardé-s. Je ne me souviens que trop bien d'y avoir regardé-s. »

## Dans leslangues d'Asie

### En coréen
En coréen, le tutoiement, 반말 (ban-mal), et le vouvoiement, 존댓말 (jon-dae-mal), existent plutôt en forme de suffixes qui suivent les verbes. Les noms ne sont pas suivis par un placement[Quoi ?] honorifique, mais les verbes sont suivis par une conjugaison honorifique (un vouvoiement). Aussi, l'adresse à un nom ou une personne est plus formelle quand on utilise le vouvoiement.
Le 반말 (ban-mal) et 존댓말 (jon-dae-mal) s'utilisent en fonction de la personne à qui l'on s'adresse (et non du sujet de la phrase comme en français).
Il y a de degrés différents de formalité honorifique qui suivent les verbes en coréen :
Vouvoiement formel -(스)ㅂ니다, -(스)ㅂ니까, -(으)ㅂ시다..
Vouvoiement informel -아요, -어요..
Tutoiement standard (반말) -아, -어, -자..
Tutoiements familiers -(는)(ㄴ)다, -아/어라, -냐, -니..
Les formes formelles et standard sont plutôt utilisées à l'écrit et les formes informelles et familières sont plutôt utilisées à l'oral. Le vouvoiement est davantage utilisé en coréen qu'il ne l'est dans les langues indo-européennes.
De plus, quand le sujet de la phrase est une personne de haut rang (grand-parent, supérieur hiérarchique, etc.), le sujet s'accorde avec le suffixe 시(shi). Dans ce cas, on utilise certains mots honorifiques. Par exemple, on utilise un mot différent pour parler de la maison d'un ami (집), et de la maison de ses grands-parents (댁).
On peut par exemple, parler à un ami de ses grands-parents, dans ce cas on utilisera 시, mais pas le 존댓말 (jon-dae-mal).

### En hindi
Le hindi courant utilise trois niveaux de langue. Le pronom personnel sujet आप āp, forme respectueuse de vouvoiement, est utilisé pour s'adresser aux personnes plus âgées ou d'un rang élevé. Les pronoms तुम tum et तू tu sont utilisés pour le tutoiement ; tum davantage pour une conversation entre personnes de même niveau social et de même âge et tu plutôt pour les enfants ou les personnes de rang inférieur.
Dans les régions rurales, où le poids de la tradition est plus lourd, l'usage du tu peut être jugé dégradant, voire offensant pour l'interlocuteur.

### En japonais
En japonais, tutoiement et vouvoiement n'existent pas en tant que tels (on utilisera plutôt différentes formes de politesse avec la formulation des verbes, le Keigo). Le japonais possède néanmoins toute une liste de pronoms en fonction du sexe, du rang social voire de l'âge des locuteurs. Ainsi, le pronom le plus courant pour parler de soi, poli sans être trop formel, utilisé par les hommes comme par les femmes, est watashi (私 ou en hiragana わたし), alors que le pronom ore (俺, en hiragana おれ) sera utilisé par les hommes pour dénoter un certain sens de supériorité, donc inapproprié dans une rencontre formelle. Il existe un pronom courant utilisé par les garçons et jeunes hommes, il s'agit de boku (僕 ou en hiragana ぼく). Les pronoms de la deuxième personne, même les plus polis comme anata (貴方, plus souvent écrit en hiragana あなた), sont déconseillés car il est préférable d'appeler son interlocuteur par son nom. D'autres comme kisama (貴様, en hiragana きさま) peuvent être extrêmement insultants. Pour former le pluriel, on ajoute généralement le suffixe -tachi (達 ou たち), ainsi watashi deviendra watashitachi (私達), qui signifie « nous », anata deviendra anatatachi (あなたたち), qui veut dire « vous », etc.
Les noms propres et les noms qualificatifs sont suivis de suffixes indiquant le degré de proximité de l'interlocuteur. Ainsi, un client nommé Suzuki se verra appelé 鈴木様 (Suzuki-sama) dans un magasin, alors qu'une formulation standard serait 鈴木さん　(Suzuki-san), et qu'il pourrait être appelé par ses amis d'enfance 鈴木君 (Suzuki-kun).

### En mandarin
Il existe en mandarin actuel un pronom de vouvoiement, qui ne s'emploie normalement pas au pluriel : 您 nín. On obtient alors un tel système :
- neutre : sg → 你 nǐ, « tu », pl. → 你們/你们 nǐmen, « vous (tous) » ;
- poli : sg. → 您 nín, « vous (seul) », pas de pluriel.

Il est plus fréquent dans la langue écrite et d'emploi plus limité que le vouvoiement français. On passe en effet très vite au tutoiement, surtout dans la langue orale.
La langue classique, quant à elle, distinguait d'autres pronoms personnels marquant la politesse, comme 君 jūn, « gentilhomme » (terme d’adresse honorifique) et 卿 qīng, très respectueux, à utiliser entre époux ou pour une personne noble ; on peut donc le traduire par « chéri(e) » ou « Sire », selon le contexte.
您 nín, le pronom de vouvoiement en mandarin, n'est pas un pronom pluriel. Cependant, il dérive de la forme plurielle du pronom de tutoiement, « 你們 nǐmen ». Également, l'expression « 您們 nínmen » (le pluriel de 您) n'est pas normalement utilisée en Chine, même si sur des occasions formales. On dit « 你們 nǐmen » ou les expressions comme « 各位 gèwèi » (littéralement : chacune personne) au lieu.

## Dans leslangues auxiliaires internationales

### En espéranto
Le plus souvent, en espéranto, on ne distingue pas le tutoiement et le vouvoiement. Le pronom personnel vi « tu/vous » est utilisé dans les deux cas par la majorité des locuteurs.
Il existe cependant une forme de tutoiement singulier : ci. Louis-Lazare Zamenhof n'en fait mention ni dans l'ouvrage Langue Internationale publié en 1887 qui est à l'origine de l'espéranto, ni dans l’abrégé grammatical repris dans le Fundamento de Esperanto publié en 1905 qui encadre les évolutions ultérieures de la langue; dans le recueil d’exercices qui en constitue la deuxième partie, on lit toutefois «Mi legas. ― Ci skribas (anstataŭ „ci” oni uzas ordinare „vi”)». Ce conseil (d’utiliser d’ordinaire ‘vi’ au lieu de ‘ci’) a été suivi dans la pratique par la grande majorité des usagers. De nos jours, certains dictionnaires d'espéranto mentionnent la forme ci comme traduction du « tu » français. Mais d'autres dictionnaires, dont le Plena Ilustrita Vortaro de Esperanto qui est le dictionnaire de référence de la langue, déconseillent l'emploi de ci, le réservant aux usages poétiques ou littéraires, où sont cantonnés nombre de néologismes minoritaires. Dans la pratique, seuls quelques espérantophones (surtout ceux qui utilisent le tutoiement dans leurs langues respectives) et associations espérantistes — par exemple l'association mondiale anationale — l'utilisent : cet usage est appelé cidiro.
Tutoyer se dit cidiri (« dire ci ») ou, plus familièrement et moins précisément, ciumi. De même, vouvoyer se dit vidiri (« dire vi ») ou plus familièrement et moins précisément viumi. Le pronom personnel vi étant utilisé dans les deux cas par la majorité des locuteurs, vidiro signifie dans ce cas aussi bien tutoiement que vouvoiement, et le verbe vidiri signifie dans ce cas aussi bien tutoyer que vouvoyer.

### En kotava
Le kotava ne possède qu'un tutoiement avec le pronom rin (auquel on peut ajouter le suffixe -ya ou -ye pour insister sur le sexe du locuteur).

### En pandunia
Le pandunia possède un pronom de la deuxième personne, te, utilisé indifféremment pour un homme ou une femme, en tutoiement ou vouvoiement. Il en va d’ailleurs de même du pronom de la troisième personne, le (« il » ou « elle »).

### En volapük
Originellement, le volapük employait ons comme deuxième personne de politesse. À la suite d'une réforme, c'est le pronom or qui devint forme de politesse singulier.